# Styrsö-klassen
Styrsö-klassen er en fartøjsklasse i Svenska marinen og er opkaldt efter det første fartøj i serien, som består af 4 minerydningsfartøjer. Fartøjerne har til opgave at foretage minestrygning, minerydning samt efterretninger. De er udrustet således at de kan foretage akustisk, magnetisk og mekanisk minestrygning med det fjernstyrede minestrygningssystem SAM. Klassen er de nyeste minestrygere i det svenske forsvar, og blandt de mest moderne i verden. De er bygget hovedsageligt af kommercielle hyldevarer, hvilket har vist sig at være den billigste produktionsmåde.
I perioden 2004-2005 blev HMS Spårö omdannet til et fartøj til brug for Frømandsdivisionen, hvilket har betydet installationen af et trykkammer samt udstyr til at genopfylde dykkernes SCUBA-grej.
Styrsö-klassen hører under den 42. minerydningsdivision, som igen hører under 4. Søstridsflotille, som er stationeret ved Berga.
| Pnt. | Navn   | Kølen lagt | Søsat           | Indgået            | Skæbne     | Kaldesignal |
| ---- | ------ | ---------- | --------------- | ------------------ | ---------- | ----------- |
| M11  | Styrsö | -          | 8. marts 1996   | 20. september 1996 | I tjeneste | -           |
| M12  | Spårö  | -          | 30. august 1996 | 21. februar 1997   | I tjeneste | -           |
| M13  | Skaftö | -          | 20. januar 1997 | 13. juni 1997      | I tjeneste | -           |
| M14  | Sturkö | -          | 27. juni 1997   | 19. december 1997  | I tjeneste | -           |